# 福拉达达
福拉达达，是西班牙加泰罗尼亚莱里达省的一个市镇。 总面积29平方公里，总人口200人（2001年），人口密度7人/平方公里。